# Jiří Moravec
Jiří Moravec (* 13. února 1980, Nymburk, Československo) je bývalý český hokejový obránce. Je to liberecký odchovanec a v dresu prvního mužstva Liberce hrál s výjimkou několika hostování nepřetržitě od svých devatenácti let až do třiatřiceti. Poté vystřídal pár českých i zahraničních klubů. Jeho posledním týmem byli HC Vlci Jablonec nad Nisou, kde v sezóně 2017/18 ukončil svou hokejovou kariéru.

## Statistiky
| Sezona        | Klub                      | Soutěž        | Základní část | Základní část | Základní část | Základní část | Základní část | Play off | Play off | Play off | Play off | Play off |
| Sezona        | Klub                      | Soutěž        | Z             | G             | A             | B             | TM            | Z        | G        | A        | B        | TM       |
| ------------- | ------------------------- | ------------- | ------------- | ------------- | ------------- | ------------- | ------------- | -------- | -------- | -------- | -------- | -------- |
| 1999/00       | Bílí Tygři Liberec        | 1. ČHL        | 18            | 0             | 0             | 0             | 6             |          |          |          |          |          |
| 2000/01       | Bílí Tygři Liberec        | 1. ČHL        | 28            | 0             | 2             | 2             | 24            | 8        | 0        | 1        | 1        | 8        |
| 2001/02       | Bílí Tygři Liberec        | 1. ČHL        | 38            | 6             | 4             | 10            | 52            | 17       | 2        | 3        | 5        | 8        |
| 2001/02       | HC Jablonec nad Nisou     | 2. ČHL        | 2             | 0             | 0             | 0             | 2             |          |          |          |          |          |
| 2002/03       | Bílí Tygři Liberec        | ELH           | 51            | 5             | 3             | 8             | 58            |          |          |          |          |          |
| 2003/04       | Bílí Tygři Liberec        | ELH           | 43            | 2             | 6             | 8             | 34            |          |          |          |          |          |
| 2004/05       | Bílí Tygři Liberec        | ELH           | 34            | 3             | 3             | 6             | 16            |          |          |          |          |          |
| 2005/06       | Bílí Tygři Liberec        | ELH           | 48            | 6             | 6             | 12            | 48            | 2        | 0        | 0        | 0        | 0        |
| 2006/07       | Bílí Tygři Liberec        | ELH           | 46            | 6             | 4             | 10            | 44            | 8        | 0        | 0        | 0        | 6        |
| 2007/08       | Bílí Tygři Liberec        | ELH           | 47            | 4             | 3             | 7             | 60            | 10       | 0        | 2        | 2        | 4        |
| 2008/09       | Bílí Tygři Liberec        | ELH           | 38            | 4             | 4             | 8             | 44            |          |          |          |          |          |
| 2008/09       | BK Mladá Boleslav         | ELH           | 7             | 0             | 2             | 2             | 6             |          |          |          |          |          |
| 2008/09       | HC Benátky nad Jizerou    | 1. ČHL        | 3             | 1             | 1             | 2             | 27            |          |          |          |          |          |
| 2009/10       | Bílí Tygři Liberec        | ELH           | 41            | 1             | 2             | 3             | 44            | 7        | 0        | 0        | 0        | 8        |
| 2009/10       | HC Benátky nad Jizerou    | 1. ČHL        | 3             | 0             | 1             | 1             | 2             |          |          |          |          |          |
| 2010/11       | Bílí Tygři Liberec        | ELH           | 49            | 2             | 5             | 7             | 26            | 6        | 0        | 0        | 0        | 6        |
| 2010/11       | HC Benátky nad Jizerou    | 1. ČHL        | 1             | 1             | 0             | 1             | 4             |          |          |          |          |          |
| 2011/12       | Bílí Tygři Liberec        | ELH           | 23            | 0             | 3             | 3             | 16            | 10       | 0        | 0        | 0        | 10       |
| 2011/12       | HC Benátky nad Jizerou    | 1. ČHL        | 3             | 2             | 0             | 2             | 4             |          |          |          |          |          |
| 2012/13       | Bílí Tygři Liberec        | ELH           | 22            | 1             | 2             | 3             | 10            |          |          |          |          |          |
| 2012/13       | HC Benátky nad Jizerou    | 1. ČHL        | 30            | 4             | 2             | 6             | 28            |          |          |          |          |          |
| 2013/14       | HC Motor České Budějovice | 1. ČHL        |               |               |               |               |               |          |          |          |          |          |
| ELH celkově   | ELH celkově               | ELH celkově   | 449           | 34            | 43            | 77            | 412           | 43       | 0        | 2        | 2        | 34       |
| 1.ČHL celkově | 1.ČHL celkově             | 1.ČHL celkově | 124           | 14            | 10            | 24            | 147           | 25       | 2        | 4        | 6        | 16       |